# 圖象詩
圖象詩（Calligram），又稱圖像詩或图形诗，是利用排版字體、藝術化書法、手寫等方式，將诗句、谚语或者单词组合成特定的图案。該圖案多半與文句或文字所要表達的內容一致。如果是一首詩，那麼圖案將體現詩的意境。法國詩人紀堯姆·阿波利奈爾是一位著名的圖象詩創作者，而且也是《圖象詩》一書的作者。他有一首組合成艾菲爾鐵塔造形的詩，是圖象詩的名作。